# Hong Gil Dong
Hong Gil Dong (en hangul, 쾌도 홍길동; en hanja, 快刀 洪吉童; romanización revisada, Kwaedo Hong Gil Dong; McCune-Reischauer, K'waedo Honggildong) es una serie de televisión histórica surcoreana emitida durante 2008 y protagonizada por Kang Ji Hwan, Sung Yu Ri, Jang Keun Suk y Kim Ri Na.  Fue escrita por las hermanas Hong, un dúo de escritoras anteriormente famosas por My Girl (2005).  
Fue transmitida por KBS 2TV, desde el 2 de enero hasta el 26 de marzo de 2008, finalizando con una longitud de 24 episodios al aire las noches de los días miércoles y jueves a las 21:55 (KST). La serie esta levemente basada en la novela de ficción "Hong Gil Dong" escrita por Heo Gyun, que se centra en una especie de Robin Hood de la era Joseon.

## Sinopsis
Hong Gil Dong, es el hijo bastardo del ministro, es por eso que todo el pueblo lo trata con gran desprecio. El ministro a pesar de ser su padre, no le permite considerarse más que su esclavo. La madre de Gil Dong fue asesinada cuando este era niño, por lo cual no tenía a nadie que cuidara de él hasta que conoció al monje de un templo, quien lo cuidó y lo convirtió en su discípulo, haciendo de Gil Dong un gran experto sobre la batalla y la magia desde muy temprana edad. 
Un día Gil Dong fue culpado de un asesinato que no cometió, aunque de hecho logra escapar con la ayuda de unos ladrones, quienes también estaban involucrados, entonces decide unirse a ellos para poder destapar la identidad de los verdaderos incriminados. Por otra parte, tras años de exilio, un joven príncipe, a quien lo creían muerto regresa al condado para poder recuperar el trono quitado por su hermano, un rey loco que asesinó a su familia con tal de obtener el poder. Para conseguir su mayor objetivo, el príncipe Chang Hwi, libera en secreto una organización llamada Yongmun, la cual se especializa en traficar con armas y explosivos con tal de causar un golpe al gobierno y así poder recuperar el trono que por legitimidad le pertenece.
Es así como el destino hace que la banda de ladrones liderada por Gil Dong y la organización Yongmun crucen sus caminos, pues ambos tienen el mismo enemigo en común: el rey y los nobles que protegen la corona. Sin embargo su encuentro no se produce de forma amistosa, esque por un error inconsciente Gil Dong arruina los planes del atentado terrorista que la organización "Yongmun" llevaba un tiempo preparando.
A causa de todo esto, la banda de los ladrones de Gil Dong se convierte en un nuevo obstáculo para la organización, pues dicha banda, aunque tiene el respaldo del pueblo al actuar al más puro estilo Robin Hood (robando a los ricos para darlo a los pobres), el peligro de que "Yongmun" sea descubierta por su culpa es cada vez mayor.
Sin embargo y a regañadientes, el joven príncipe se ve obligado a pedirle ayuda a la banda de ladrones para intentar recuperar la espada Sa Yin, una espada cuya inscripción es la única prueba que dejó el último rey en la que deja en claro que la corona se la concede a su segundo hijo. Ante todo esto, el rey cada vez enloquece más y hará todo lo posible por matar a Gil Dong y a su hermano que creía muerto.
Tanto Gil Dong como también Chang Hwi querrán eliminar la pobreza y la esclavitud que sufre el pueblo, sin embargo cada uno intentará cambiar el mundo a su manera.

## Reparto

### Principal
- Kang Ji Hwan como Hong Gil Dong.
- Sung Yu Ri como Heo Yi Nok (Ryu Yi Nok).
- Jang Keun Suk como Lee Chang Hwi.
- Kim Ri Na como Seo Eun Hye.

### Secundario
Hwalbindang
- Park Sang Wook como Shim Soo Geun.
- Cha Hyun Jung como Jung Mal Nyeo.
- Moon Se Yun como Sr. Yeon.
- Maeng Se Chang como Kom Yi.

Relacionados con Eun Hye
- Ahn Suk Hwan como Seo Yoon Sup.
- Byun Shin Ho como Hal Meom.

Relacionados con Hong Gil Dong
- Kim Jae Seung como Hong In Hyung (Hermano).
- Kil Yong Woo como Hong Pan Seo (Padre).
- Lee Duk Hee como Sr. Kim.
- Jung Eun Pyo como Monje.

Relacionados con Yi Nok
- Jung Kyu Soo como Anciano Heo.

Relacionados con Chang Hwi
- Choi Ran como Noh Sang Koong.
- In Sung como Chi Soo.

Palacio real
- Jo Hee Bong como Lee Kwang Hwi.
- Maeng Ho Rim como Choi Seung Ji.
- Kim Jong Suk como Eunuco Go.
- Park Yong Jin como Eunuco Jang.

### Otros
- Kim Young como Vendedor.
- Choi Seung Kyung como Sr. Wang.

### Apariciones invitadas
- Lee Moon-sik como el jefe de los ladrones (ep. #2)

## Recepción
De acuerdo a AGB Nielsen Media Research, 15.4% siguieron el primer episodio, aumentando a 15.8% en el segundo, dejando segundo al drama médico de MBC New Heart.

### Audiencia
En azul la audiencia más baja y en rojo la más alta, correspondientes a la empresa medidora AGB Nielsen.
| Ep. #    | Fecha                 | TNmS Ratings | TNmS Ratings |
| Ep. #    | Fecha                 | Nacional     | Seúl         |
| -------- | --------------------- | ------------ | ------------ |
| 1        | 2 de enero de 2008    | 16.2%        | 15.9%        |
| 2        | 3 de enero de 2008    | 15.3%        | 15.0%        |
| 3        | 9 de enero de 2008    | 14.9%        | 14.8%        |
| 4        | 10 de enero de 2008   | 16.2%        | 15.7%        |
| 5        | 16 de enero de 2008   | 14.5%        | 14.2%        |
| 6        | 17 de enero de 2008   | 15.8%        | 16.1%        |
| 7        | 23 de enero de 2008   | 13.9%        | 13.1%        |
| 8        | 24 de enero de 2008   | 17.0%        | 16.8%        |
| 9        | 30 de enero de 2008   | 15.7%        | 15.3%        |
| 10       | 31 de enero de 2008   | 15.6%        | 15.1%        |
| 11       | 6 de febrero de 2008  | 14.8%        | 14.3%        |
| 12       | 7 de febrero de 2008  | 8.5%         | 8.5%         |
| 13       | 13 de febrero de 2008 | 14.0%        | 14.2%        |
| 14       | 14 de febrero de 2008 | 14.8%        | 14.9%        |
| 15       | 20 de febrero de 2008 | 13.4%        | 13.2%        |
| 16       | 21 de febrero de 2008 | 13.2%        | 13.3%        |
| 17       | 27 de febrero de 2008 | 13.6%        | 13.1%        |
| 18       | 28 de febrero de 2008 | 14.3%        | 14.0%        |
| 19       | 5 de marzo de 2008    | 15.4%        | 15.3%        |
| 20       | 6 de marzo de 2008    | 16.0%        | 16.0%        |
| 21       | 12 de marzo de 2008   | 14.5%        | 14.6%        |
| 22       | 19 de marzo de 2008   | 14.5%        | 14.4%        |
| 23       | 20 de marzo de 2008   | 14.2%        | 14.4%        |
| 24       | 26 de marzo de 2008   | 13.8%        | 14.5%        |
| Promedio | Promedio              | 14.6%        | 14.4%        |

## Banda sonora
1. No Brain - «My luck is great».
2. Taeyeon - «What if»
3. Kim Hyun Joong - «Blue star».
4. Kim Yeon Woo - «When it begins».
5. Girls' Generation - «Brushwood boat»
6. Park Wan Kyu - «Fate».
7. Kim Eun Hee - «New direction».

## Emisión internacional
- Hong Kong: J2.
- Japón: BS Asahi.[6]
- Singapur: Channel U.
- Taiwán: GTV.